# Meetra Surik
L'Esule Jedi (in lingua originale inglese: Jedi Exile), il cui nome ufficiale è Meetra Surik, è un personaggio dell'universo espanso fantascientifico di Guerre stellari. È la protagonista del videogioco Star Wars: Knights of the Old Republic II: The Sith Lords. Era una jedi con abilità pari a molti maestri comuni nell'accademia di Dantooine, prima delle Guerre mandaloriane. Il personaggio è completamente gestibile dal giocatore che può sceglierne aspetto e sesso. Il sesso scelto da LucasArts per la continuity è quello femminile.

## Storia

### Durante le Guerre mandaloriane
Prima di cominciare i suoi test per diventare un Maestro Jedi e prendere un proprio padawan o jedi, le Guerre mandaloriane cominciarono a rendersi visibili in tutta la Galassia. L'esule, provando notevole compassione per le vite perdute nell'Anello Esterno, venne in breve convinto ad unirsi al Cavaliere Jedi Revan e alle sue forze, lasciando il suo prospettato allievo, Mical, senza un maestro.
L'esule diventò un Generale sotto il comando di Revan. Durante l'ultima battaglia delle Guerre, su Malachor V diede l'ordine di attivare il Generatore di Masse Oscure, una potente super-arma. Il generatore schiacciò sia i soldati Repubblicani che quelli Mandaloriani che si trovavano nel raggio di azione. Le morti e la distruzione risultanti causarono una 'ferita' nella Forza che avrebbe ucciso l'esule se questi non si fosse separato completamente da essa. Come unico Jedi che si sottrasse al Lato Oscuro, fu anche l'unico a tornare davanti al Consiglio Jedi di propria volontà, per affrontare il giudizio dei Maestri - e per difendere la propria causa.
Per aver seguito Revan in guerra, il Consiglio decise che l'esule avrebbe dovuto essere esiliato dall'Ordine. In realtà, i Maestri avevano percepito la 'ferita' nella Forza che lo circondava.
Alcuni Maestri sentivano di stare punendo l'esule non per ciò che aveva fatto, ma perché era il simbolo di ciò che stava accadendo agli Jedi di quel periodo: moltissimi stavano gradualmente venendo uccisi o si convertivano al Lato Oscuro.
Il Consiglio considerò l'esule una opportunità per studiare come e perché molti Jedi passavano al Lato Oscuro.
L'esule si ritrovò dunque solo a vagare per l'Orlo Esterno per un lungo periodo. Il Maestro Jedi Atris aveva in seguito orchestrato il ritorno dell'esule nello spazio conosciuto. Nel tentativo di attirare la minaccia Sith allo scoperto, lasciò passare molte informazioni riguardo all'esule, che attrassero l'attenzione dei Sith.

### Dopo la Guerra civile Jedi
Il ritorno dell'esule nello spazio della Repubblica avvenne nel 3.951 BBY, dopo ben 9 anni passati in esilio, nelle regioni esterne della Galassia. La Harbinger, un incrociatore Repubblicano, ricevette improvvisamente ordine di lasciare la propria rotta per dirigersi verso l'Orlo Esterno. Venne inviata la descrizione dell'esule e venne richiesto che gli fosse dato lo status di passeggero diplomatico e che fosse portato su Telos.
Quando alla Harbinger venne tesa una imboscata da una nave Sith, la Ebon Hawk, una piccola nave da fregata che anni prima aveva giocato un ruolo importante nella Guerra Civile Jedi salvò l'esule da un destino poco piacevole. Con l'aiuto del droide astromeccanico T3-M4, l'esule venne preso a bordo e la nave venne guidata verso Peragus II, una stazione mineraria spaziale.
Quando l'esule si svegliò sulla stazione dove trovò una vecchia donna di nome Kreia, un Maestro Jedi misterioso esiliato anni prima dal Consiglio Jedi a causa dei suoi molti allievi falliti. L'esule scoprì che la fabbrica era completamente abbandonata, e popolata da soli droidi minatori malfunzionanti. Cercando una via di uscita dalla stazione l'esule trovò Atton Rand, un uomo imprigionato dentro un campo di forza, a prima vista una tipica canaglia che vive di espedienti. Dopo che Darth Sion e un gruppo di Assassini Sith arrivarono sulla Harbinger, con l'intenzione di uccidere l'esule, credendo che fosse l'ultimo Jedi nella Galassia, i tre riuscirono a fuggire a stento con T3-M4 a bordo della Ebon Hawk, viaggiando su Telos, l'unica destinazione registrata nelle carte di navigazione.
Arrivati alla Stazione Citadel in orbita attorno a Telos, la Ebon Hawk e T3-M4 vennero rubati e portati sulla superficie di Telos, mentre l'Esule e l'equipaggio vennero tenuti in stato d'arresto. Dopo aver provato la propria innocenza l'Esule si procurò un altro mezzo per raggiungere la superficie.
L'astronavetta venne abbattuta dal fuoco di una base della Czerka, fortunatamente Bao-Dur, un ingegnere Zabrak amico e compagno di guerra dell'Esule, trovò i resti del mezzo ed estrasse i compagni. Vennero a sapere che la Ebon Hawk era stata portata presso i vecchi acquedotti planetari nella regione polare del pianeta. Rubando uno shuttle abbandonato, riuscirono a raggiungere il polo e trovarono l'entrata di una accademia, ove incontrarono una vecchia conoscenza dell'Esule: Atris, un membro del Consiglio che lo aveva condannato, forse quello che fu più propenso dei cinque membri del Consiglio ad adottare una misura più severa. L'Esule capì che Atris stava cercando di recuperare la conoscenza perduta degli Jedi in tutta la Galassia. Al suo servizio aveva preso sei servitrici, che avevano giurato di non imparare la via degli Jedi. Dopo una accesa discussione riguardo alle azioni degli Jedi durante le Guerre, l'Esule e il gruppo lasciarono l'accademia recuperando la Ebon Hawk. In breve scoprì che Brianna, l'ultima delle servitrici, era salita a bordo in segreto abbandonando Atris. Nonostante le proteste e la sfiducia mostrata nei suoi confronti, la ragazza poté rimanere a bordo.
Dopo aver lasciato l'accademia, T3 rivelò di essere riuscito a scaricare il database di Atris, includendo una registrazione del processo dell'Esule e di una lista riguardante gli ultimi cinque maestri rimasti e il luogo nel quale si erano nascosti: Atris su Telos, Vrook Lamar su Dantooine, Zez-Kai Ell su Nar Shaddaa, Kavar su Onderon, e Lonna Vash su Korriban. Il gruppo andò sui pianeti per incontrare ogni Jedi nel tentativo di riunirli contro i Sith e per trovare le risposte alle domande che da quasi un decennio attendevano risposta.
Dopo averli trovati, l'Esule ritornò su Dantooine entrando nella enclave Jedi ricostruita. Vrook, Kavar e Zez-Kai Ell avevano formato un consiglio dove si sarebbe decisa la sentenza finale riguardante l'Esule (la Maestra Lonna Vash non era presente in quanto fu uccisa per mano di Darth Sion su Korriban).
Mentre i maestri stavano escludendo l'Esule dalla Forza, Kreia li colpì con una tecnica sconosciuta che li lasciò morti e non più connessi alla Forza. L'esule rimase privo di forze in seguito all'operazione fatta dai maestri.
Dopo che l'esule ritornò in forze su Telos si trovò ad affrontare Atris nell'accademia segreta; il Maestro era stato convinto da Kreia ad abbracciare il Lato Oscuro e a raggiungerla in seguito su Malachor V. Dopo averla sconfitta, l'esule riuscì a persuadere Atris e a farle capire l'errore che aveva commesso. Atris disse all'esule che sarebbe andata in esilio per cercare di capire, e che Darth Traya (la vera identità di Kreia) lo avrebbe aspettato su Malachor V. L'esule si scontrò con Darth Nihilus a bordo della Ravager, per impedirgli di distruggere Telos. Con l'aiuto di Visas Marr, ex allieva di Nihilus, e di Canderous Ordo, l'esule fu in grado di sconfiggere il Signore dei Sith.
In seguito l'esule giunse su Malachor V, per raggiungere l'Accademia Trayus dove sconfisse l'esercito di assassini Sith servitori di Darth Sion. Persuadendo Darth Sion a rinunciare all'odio che lo teneva in vita, l'esule giunse nel nucleo dell'accademia e incontrò Kreia, che aveva preso il ruolo di Signora dei Sith. Dopo un breve duello l'esule sconfisse il suo maestro. Prima di morire Kreia diede importanti informazioni all'esule riguardo al fato dei suoi compagni e riguardo al luogo in cui si trovava Revan. Il Droide Remoto di Bao-Dur riattivò il Generatore di Masse Oscure, che distrusse completamente il pianeta. L'equipaggio a bordo della malandata Ebon Hawk salvò l'esule dal nucleo collassante, mettendosi in viaggio verso le regioni ignote.

### Nelle Regioni Ignote
Tre anni più tardi, l'Esule giunge su Dromund Kaas (pianeta sul quale risiede l'Imperatore Sith) insieme a T3-M4. Qui trova Revan imprigionato perché precedentemente sconfitto su Nathema dal Sith Lord Scourge, il quale l'avrebbe poi affidato alla custodia di Darth Nyriss, un membro del Consiglio Oscuro con il quale condivide il desiderio di rovesciare l'attuale Imperatore Sith.
Meetra riesce a trovare un accordo con Lord Scourge dopo che quest'ultimo aveva capito che, per paura, Nyriss non avrebbe mai agito concretamente contro l'Imperatore: promette che se Revan fosse stato liberato, Scourge avrebbe potuto contare sul loro aiuto per eliminare l'Imperatore. Il Jedi viene quindi liberato, ma nel grande scontro, Scourge ha una visione; vede l'Imperatore sconfitto da uno Jedi che non corrisponde né a Revan, né a Meetra. Terrorizzato dunque dal fatto che quel combattimento possa essere l'ultimo per lui, Scourge tradisce i due Jedi: per fingere di essere ancora dalla parte del suo Impero, colpisce Meetra alle spalle con la spada laser, uccidendola. Revan, sgomento per l'accaduto, si distrae e viene attaccato dall'Imperatore, che intanto ha distrutto quasi per gioco il piccolo droide astromeccanico T3-M4.
A Scourge l'Imperatore dona l'immortalità per la fedeltà dimostrata nei suoi confronti; Revan, rimasto privo di sensi in seguito all'ultimo attacco dell'Imperatore, viene rinchiuso in una sorta di cella criogenica adibita grazie ad un incantesimo Sith a trasferire la sua forza vitale all'Imperatore, molto lentamente ma inesorabilmente. Solo lo spirito dell'Esule consente a Revan di non morire, mantenendolo in uno stato simile al coma.
Successivamente l'Imperatore, in vista del suo prossimo attacco alla Repubblica, scandaglia la mente del Jedi prigioniero alla ricerca di informazioni che potrebbero tornargli utili; il legame mentale che va a formare con Revan, inaspettatamente consente anche a quest'ultimo di penetrare nella mente dell'Imperatore e di condizionarlo, facendogli procrastinare il pianificato assalto per 3 secoli, affinché la Repubblica potesse riorganizzarsi almeno minimamente e far sì che Bastila Shan e suo figlio vivano la loro vita in modo sereno e senza guerre. Revan, pur restando prigioniero e in stasi, riesce comunque a non farsi consumare completamente dall'Imperatore, grazie soprattutto al fantasma di Meetra che lo sostiene e gli dà forza.

### 300 anni dopo
Quando l'Imperatore Sith scatena il suo esercito contro la Repubblica, lo spirito di Meetra entra in contatto con il Maestro Oteg per chiedergli di liberare un importante Jedi tenuto prigioniero in un complesso carcerario su Taral V. Oteg manda quindi una squadra di Jedi e commando della Repubblica sul pianeta, che una volta infiltratisi nella prigione e aver sconfitto la guarnigione Sith al suo interno, scoprono di essere stati inviati per liberare il leggendario Revan, che una volta risvegliatosi dalla stasi, si rivela essere molto dispiaciuto per non essere riuscito a rinviare ulteriormente l'assalto dell'Imperatore; ma ecco che Meetra gli fa coraggio e lo esorta ancora una volta a non mollare e a proseguire la sua lotta contro l'Imperatore. Dopodiché la ragazza scompare per sempre, presumibilmente diventando un tutt'uno con la Forza; destino che ripercorre poco tempo dopo il suo vecchio amico, che in seguito ad una sconfitta subita assieme al suo ritrovato HK-47 contro una squadra d'assalto Sith, si dissolve in un lampo di energia.

## Apparizioni
- Star Wars: Knights of the Old Republic II: The Sith Lords